# Jacob L. Mey
Jacob Louis Mey (ur. 30 października 1926 w Amsterdamie, zm. 10 lutego 2023 w Austin w Teksasie) – profesor językoznawstwa zajmujący się pragmatyką i analizą dyskursu. Jeden z założycieli czasopism Journal of Pragmatics i Pragmatics and Society. Wykładał m.in. na Uniwersytecie w Oslo, Uniwersytecie Teksańskim w Austin i Uniwersytecie Południowej Danii.
Twórca terminów: akt pragmatyczny i pragmem.